# Mohamed Abdel-Shafy
Mohamed Abdel-Shafy Said Abouzid (ar. محمد عبد الشافي, ur. 1 lipca 1985 w Kairze) – piłkarz egipski grający na pozycji lewego obrońcy.

## Kariera klubowa
Abdel-Shafy jest wychowankiem klubu ENPPI z Kairu. W 2003 zadebiutował w jego barwach w pierwszej lidze egipskiej. W 2005 wywalczył z nim wicemistrzostwo kraju oraz zdobył Puchar Egiptu.
W 2005 Abdel-Shafy przeszedł do innego pierwszoligowca, Ghazl El-Mehalla. Grał w nim do połowy 2009 i wtedy też odszedł do Zamaleku Kair.

## Kariera reprezentacyjna
W reprezentacji Egiptu Abdel-Shafy zadebiutował 29 grudnia 2009 w zremisowanym 1:1 towarzyskim spotkaniu z Malawi. W 2010 został powołany przez Hassana Shehatę do kadry na Puchar Narodów Afryki 2010. Egipt wygrał ten turniej.
W 2018 został wybrany w początkowym składzie Egiptu na Mistrzostwa Świata w 2018 w Rosji.